# Gerlach von Nassau

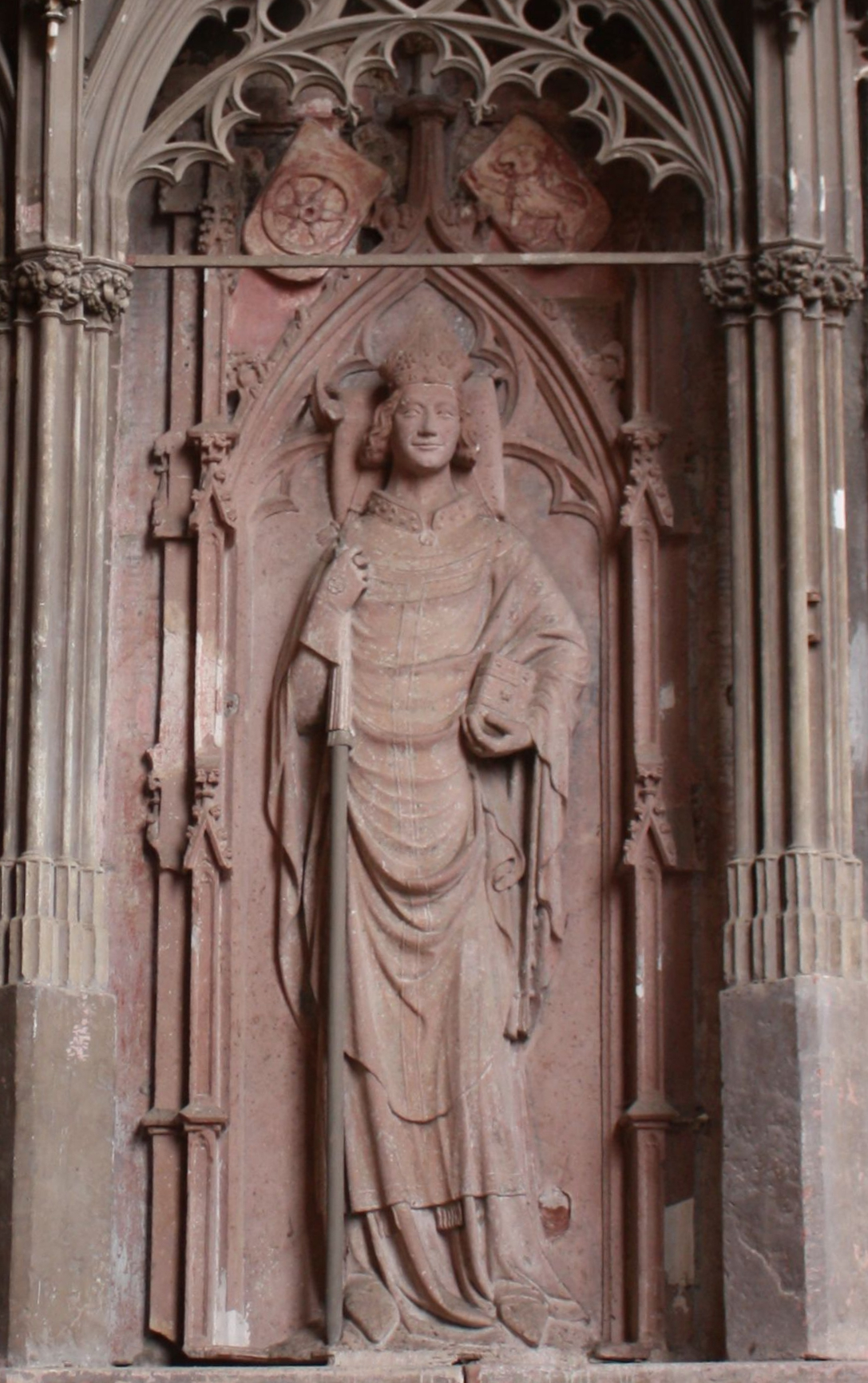
Hochgrab Gerlachs in Kloster Eberbach

Gerlach von Nassau (* 1322 in Idstein; † 12. Februar 1371 in Aschaffenburg) war von 1346 bis zu seinem Tod Erzbischof von Mainz.

## Leben
Gerlach von Nassau war der Sohn des Grafen Gerlach I. von Nassau und dessen Frau Agnes von Hessen († 1332), Tochter von Heinrich dem Jüngeren (1265–1298), einem Sohn des Landgrafen Heinrich I. von Hessen (1244–1308). Bereits mit 14 Jahren erhielt er von Papst Benedikt XII. eine Pfründe als Domherr in Mainz. Von 1340 bis 1344 studierte er an der Universität Bologna. 1345 wurde er Domdechant in Mainz.
Papst Clemens VI. setzte am 7. April 1346 den Mainzer Erzbischof Heinrich III. von Virneburg im Rahmen von Streitigkeiten des Kaisers Ludwig dem Bayern mit der Kurie ab. Am 26. April 1346 erfolgte in Avignon Gerlachs Bischofsweihe und er wurde zum Nachfolger Heinrichs ernannt.
Gerlach unterstützte Kurfürst Balduin von Luxemburg, Erzbischof von Trier, und verhalf Karl IV. zur Wahl als Gegenkönig Ludwigs. Da weder Ludwig der Bayer auf sein Königtum noch Heinrich III. auf seinen Bischofssitz verzichten wollten, dauerten die Streitigkeiten um das Mainzer Erzbistum und den römisch-deutschen Königsthron an. Erst nach dem Tod Heinrichs im Dezember 1353 konnte Gerlach die Alleinherrschaft in Kurmainz antreten. Er musste jedoch nahezu alle bisherigen Mainzer Besitzungen in Nieder- und Oberhessen von den Landgrafen von Hessen als Lehen nehmen; lediglich Fritzlar, Amöneburg und Naumburg blieben Eigenbesitz. Dies war der Preis für den militärischen Beistand, den ihm Landgraf Heinrich II. gegen Heinrich von Virneburg geleistet hatte, wobei die schwere Niederlage herausragt, die der Landgraf Gerlachs Rivalen 1347 bei Fritzlar zugefügt hatte.
Im Jahr 1356 nahm Gerlach an den Hoftagen von Nürnberg und Metz teil, auf denen die Goldene Bulle Karls IV. ausgearbeitet wurde. Darin erhielt der Erzbischof von Mainz als Erzkanzler für den deutschen Reichsteil des Heiligen Römischen Reiches den Vorsitz der Kurfürstenversammlung und die ausschlaggebende, letzte Stimme bei der Wahl des Königs.
Zur Stärkung der wirtschaftlichen und politischen Interessen am Mittelrhein schloss Gerlach mit den Pfälzer und Trierer Kurfürsten einen Zollverein. Bereits im Vorfeld versuchte er, die Machtposition des Kurfürstentums Mainz durch Stadtprivilegien für verschiedene Orte auszubauen, unter anderem Höchst am Main als Vorposten gegen die Konkurrenz der Freien Reichsstadt Frankfurt am Main und Algesheim als Vorposten zum Tal des Mittelrheins.
Noch zu seinen Lebzeiten hatte Gerlach seinen Neffen Adolf von Nassau zum Koadjutor eingesetzt. Somit war Adolf als Nachfolger Gerlachs auf dem Mainzer Kurfürstenthron und Bischofssitz vorgesehen. Jedoch vereitelte Gerlachs früher Tod im Februar 1371 diese Pläne. Adolf von Nassau wurde erst 1381 Erzbischof von Mainz.
Die Grabstätte Gerlachs von Nassau befindet sich in der Basilika des Klosters Eberbach im Rheingau. Die heute aufgerichtete Grabplatte zeigt das Halbrelief Gerlachs in Ornat mit Mitra, Bischofsstab und Buch. Sie bedeckte ursprünglich die darunter liegende Gruft eines Wandnischengrabes mit Baldachinarchitektur, welches an drei Seiten frei an der Nordwand des Chores stand. Die Grabenanlage wird dem sogenannten Meister des Severi-Sarkophags zugeordnet. 1707 musste das Grab im Zuge der barocken Neugestaltung des Klosters unter Abt Michael Schnock einem monumentalen Hochaltar weichen. Die Gebeine Gerlachs von Nassau befinden sich seitdem in einer Wandnische hinter der Grabplatte.